# Evergestis spiniferalis
Evergestis spiniferalis is een vlinder uit de familie grasmotten (Crambidae). De wetenschappelijke naam is voor het eerst gepubliceerd in 1900 door Otto Staudinger.
De soort komt voor in Rusland en Oezbekistan.